# Maximilien-Eugène d'Autriche
Maximilien Eugène Frédéric Louis Philippe Ignace  Joseph Marie de Habsbourg-Lorraine, archiduc d'Autriche, prince de Bohême et de Hongrie, (né le 13 avril 1895 à Vienne et mort le 19 janvier 1952 à Nice) est un membre de la maison de Habsbourg. Il est le seul frère de l'empereur Charles Ier de Habsbourg-Lorraine.

## Biographie

### Famille

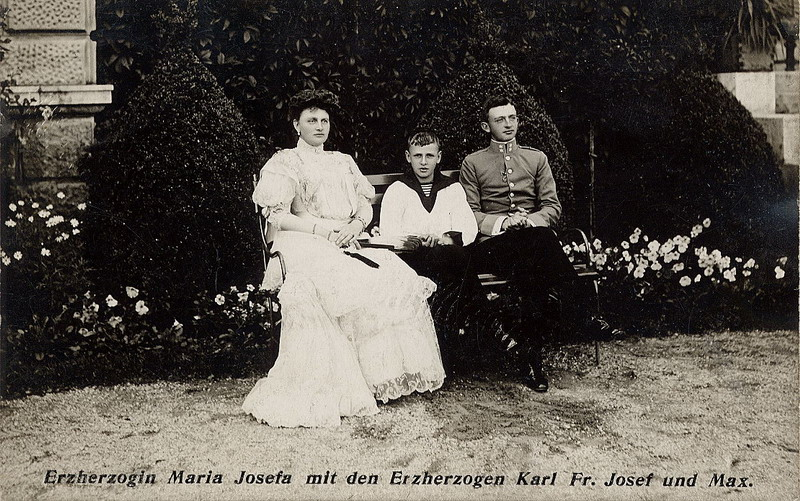
Maximilien-Eugène, son frère Charles et leur mère Marie-Josèphe en 1910.

Petit-neveu de l'empereur François-Joseph Ier d'Autriche, l'archiduc Maximilien est le second fils de l'archiduc Othon (1865-1906) et de la princesse Marie-Josèphe de Saxe (1867-1944). Né le 13 avril 1895, il est baptisé trois jours plus tard, par l'archevêque de Vienne, Anton Josef Gruscha, le 16 avril suivant ; son parrain est son grand-oncle paternel l'archiduc Louis-Victor, représenté par l'archiduc Frédéric de Teschen.
À sa naissance, il est cinquième dans l'ordre successoral, son grand-père l'archiduc Charles-Louis (1833-1896) étant l'héritier désigné. Celui-ci meurt l'année suivante. Son oncle, l'archiduc François-Ferdinand d'Autriche (1863-1914), devient héritier du trône ; le nouvel archiduc héritier contracte, en 1900, une union morganatique. Les enfants issus de ce mariage ne sont pas dynastes.

### Première Guerre

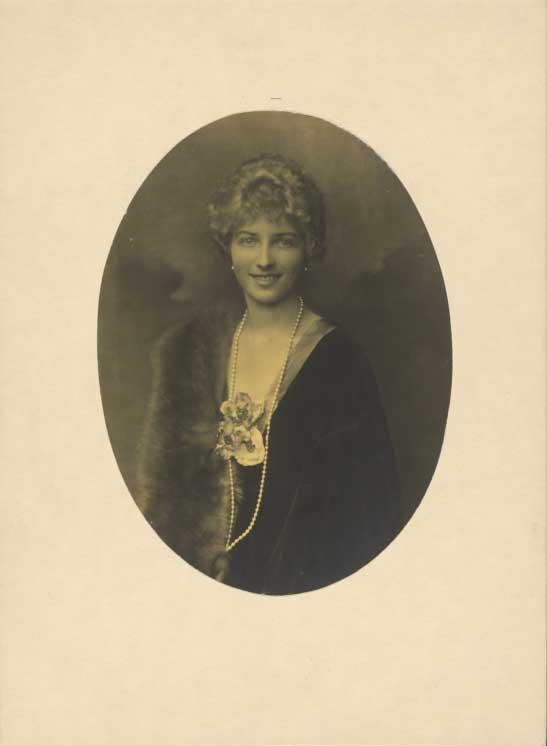
L'archiduchesse Franziska.

L'archiduc Charles, frère aîné de l'archiduc Maximilien-Eugène, devient hériter en second. Pieux et droit, il épouse, en 1911, une princesse franco-italienne, Zita de Bourbon-Parme, avec qui il a huit enfants. En 1914, l'archiduc-héritier François-Ferdinand est assassiné par un terroriste serbe. À 26 ans, l'archiduc Charles devient héritier d'un empereur octogénaire, alors que l'Europe entre en guerre. Officier, l'archiduc Maximilien, âgé de 19 ans, participe à la guerre. En 1915, le jeune archiduc est admis dans l'ordre de la Toison d'Or. Le 21 novembre 1916, le vieil empereur meurt laissant à son héritier un empire défait et au bord de l'éclatement.
Unique frère de l'empereur, l'archiduc Maximilien-Eugène est mandaté à Berlin au début de 1917 pour faire part officiellement de l'avènement de son frère à l'empereur allemand Guillaume II. Le 12 mai 1917, l'archiduc Maximilien devient membre de la chambre des seigneurs d'Autriche. Le 29 novembre de la même année, il épouse la princesse Franziska zu Hohenlohe-Waldenburg-Schillingsfürst, fille du prince de Konrad de Hohenlohe-Waldenburg-Schillingsfürst et de son épouse la comtesse Françoise de Schönborn-Buchheim, à Laxenburg, près de Vienne, où le nouvel empereur a choisi de résider par raison d'économie et de politique tant que la guerre dure.
L'empereur offre à son frère le palais du Belvédère. En 1918, l'archiduc participe à la victoire du Dosso Alto. L'archiduc est décoré de l'ordre de Léopold, mais les Italiens reprennent bientôt le mont. L'empereur renonce au pouvoir en novembre et certains monarchistes songent à donner la couronne à Maximilien-Eugène. L'archiduchesse Franziska donne le jour à un fils le 6 décembre 1918, trois semaines après l'effondrement de l'empire et de la monarchie.

### Après la guerre, l'exil
Acculé par la défaite à renoncer à l'exercice du pouvoir, l'empereur Charles et sa famille doivent s'exiler en Suisse, puis après deux tentatives pour reprendre le pouvoir en Hongrie, l'empereur et sa famille sont assignés à résidence sur l'Île de Madère. Le dernier souverain de la Maison de Habsbourg-Lorraine y trouve une mort prématurée le 1er avril 1922 et l'archiduc Maximilien Eugène assiste aux funérailles de son frère à Funchal.
Le 3 avril 1919, les députés autrichiens votent la loi de Habsbourg, qui exile et bannit définitivement les membres de la maison de Habsbourg-Lorraine et confisque leurs biens. Dès lors, l'archiduc Maximilien-Eugène est contraint à l'exil. Il s'installe à Munich où son épouse l'archiduchesse Franziska tient un salon à la mode réputé et ouvre une maison de couture.
En novembre 1933, le gouvernement de la République d'Autriche dirigé par le chancelier Engelbert Dollfuss, qui plus tôt cette année avait déclaré que le parlement s'était dissous et n'avait entrepris aucune action pour organiser des élections, autorise Maximilien à résider en Autriche. Sa mère, l'archiduchesse Marie Josèphe, meurt au château de Wildenwart, à Erlangen, en Bavière, le 28 mai 1944.
Toutefois, le 27 avril 1945, la deuxième République d'Autriche rétablit les lois républicaines valables avant le régime dictatorial et confirme dès lors la validité de la loi de Habsbourg exilant les membres de la famille impériale. Après la Seconde Guerre mondiale, Franziska et l'archiduc Maximilien s'installent en France où le couple porte les titres de courtoisie de comte de Wernberg ou de comte de Kyrbourg. L'archiduchesse et son mari mènent avec leur famille une vie particulièrement retirée.

### Mort
Maximilien meurt d'une crise cardiaque à Nice, le 19 janvier 1952 à l'âge de 56 ans. Son épouse lui survit durant 37 ans et meurt le 12 juillet 1989, quatre mois après sa belle-sœur l'impératrice Zita.

## Mariage et descendance
Le 29 novembre 1917, l'archiduc Maximilien-Eugène se marie avec la princesse Franziska zu Hohenlohe-Waldenburg-Schillingsfürst (née à Teplitz le 21 juin 1897 et morte à Salzbourg le 12 juillet 1989), fille de Konrad prince zu Hohenlohe-Waldenburg-Schillingsfürst (1863-1918) et de Franziska, comtesse von Schönborn-Buccheim (1866-1937).
Le couple a deux fils :
- Ferdinand d'Autriche (né à Vienne, le 6 décembre 1918 et mort à Ulm le 6 août 2004), marié en 1956 avec la comtesse Hélène de Toerring-Jettenbach (née en 1937). Ils ont eu deux filles et un fils : 
  - Archiduchesse Élisabeth, 1957-1983, épouse en 1982 James Litchfield ;
  - Archiduchesse Sophie, née en 1959, épouse en 1990 le prince Mariano Hugo de Windisch-Graetz ;
  - Archiduc Maximilian, né en 1961, épouse en 2005 Sara Maya Al-Askari.
- Heinrich d'Autriche (né à Munich le 7 janvier 1925 et mort à Zurich le 20 mars 2014), marié en 1961 avec la comtesse Ludmilla von Galen (née en 1939). Ils ont eu trois fils et une fille: 
  - Archiduc Philippe, né en 1962, épouse en 2006 Mayasuni Heath ;
  - Archiduchesse Marie-Christine, née en 1964, épouse en 1996 Clemens Guggenberg von Riedhofen ;
  - Archiduc Ferdinand, né en 1965, épouse en 1999 la comtesse Katharina von Hardenberg ;
  - Archiduc Konrad, né en 1971, épouse en 2005 Ashmita Goswami.

## Honneurs
L'archiduc Maximilien-Eugène est :
- 1186e Chevalier de l'ordre de la Toison d'or d'Autriche (1915) ;
- Croix des Troupes de Charles (Autriche-Hongrie) ;
- Grand-croix de l'ordre impérial de Léopold (Autriche-Hongrie) ;
- Grand-croix de l'ordre de Saint-Étienne de Hongrie (Autriche-Hongrie) ;
- Chevalier de l'ordre des Saints-Cyrille-et-Méthode (Royaume de Bulgarie) ;
- Chevalier de l'ordre suprême de la Très Sainte Annonciade (Italie) ;
- Bailli Grand-croix d'honneur et de dévotion de l'ordre souverain de Malte ;
- Chevalier de l'ordre de l'Aigle noir (Prusse) ;
- Chevalier de 1re classe de l'ordre de l'Aigle rouge (Prusse) ;
- Grand-croix de l'ordre de la Couronne de Rue (Saxe).

## Ascendance
|  |                                                 |  |  |  |  |  |  |  |  |  |  |  |  |
|  | 8. François-Charles d'Autriche                  |  |  |  |  |  |  |  |  |  |  |  |  |
|  |                                                 |  |  |  |  |  |  |  |  |  |  |  |  |
|  |                                                 |  |  |  |  |  |  |  |  |  |  |  |  |
|  | 4. Charles-Louis d'Autriche                     |  |  |  |  |  |  |  |  |  |  |  |  |
|  |                                                 |  |  |  |  |  |  |  |  |  |  |  |  |
|  |                                                 |  |  |  |  |  |  |  |  |  |  |  |  |
|  | 9. Sophie de Bavière                            |  |  |  |  |  |  |  |  |  |  |  |  |
|  |                                                 |  |  |  |  |  |  |  |  |  |  |  |  |
|  |                                                 |  |  |  |  |  |  |  |  |  |  |  |  |
|  | 2. Otto de Habsbourg-Lorraine                   |  |  |  |  |  |  |  |  |  |  |  |  |
|  |                                                 |  |  |  |  |  |  |  |  |  |  |  |  |
|  |                                                 |  |  |  |  |  |  |  |  |  |  |  |  |
|  | 10. Ferdinand II des Deux-Siciles               |  |  |  |  |  |  |  |  |  |  |  |  |
|  |                                                 |  |  |  |  |  |  |  |  |  |  |  |  |
|  |                                                 |  |  |  |  |  |  |  |  |  |  |  |  |
|  | 5. Marie-Annonciade de Bourbon-Siciles          |  |  |  |  |  |  |  |  |  |  |  |  |
|  |                                                 |  |  |  |  |  |  |  |  |  |  |  |  |
|  |                                                 |  |  |  |  |  |  |  |  |  |  |  |  |
|  | 11. Marie-Thérèse de Habsbourg-Lorraine-Teschen |  |  |  |  |  |  |  |  |  |  |  |  |
|  |                                                 |  |  |  |  |  |  |  |  |  |  |  |  |
|  |                                                 |  |  |  |  |  |  |  |  |  |  |  |  |
|  | 1. Maximilien-Eugène d'Autriche                 |  |  |  |  |  |  |  |  |  |  |  |  |
|  |                                                 |  |  |  |  |  |  |  |  |  |  |  |  |
|  |                                                 |  |  |  |  |  |  |  |  |  |  |  |  |
|  | 12. Jean Ier de Saxe                            |  |  |  |  |  |  |  |  |  |  |  |  |
|  |                                                 |  |  |  |  |  |  |  |  |  |  |  |  |
|  |                                                 |  |  |  |  |  |  |  |  |  |  |  |  |
|  | 6. Georges Ier de Saxe                          |  |  |  |  |  |  |  |  |  |  |  |  |
|  |                                                 |  |  |  |  |  |  |  |  |  |  |  |  |
|  |                                                 |  |  |  |  |  |  |  |  |  |  |  |  |
|  | 13. Amélie de Bavière                           |  |  |  |  |  |  |  |  |  |  |  |  |
|  |                                                 |  |  |  |  |  |  |  |  |  |  |  |  |
|  |                                                 |  |  |  |  |  |  |  |  |  |  |  |  |
|  | 3. Marie-Josèphe de Saxe                        |  |  |  |  |  |  |  |  |  |  |  |  |
|  |                                                 |  |  |  |  |  |  |  |  |  |  |  |  |
|  |                                                 |  |  |  |  |  |  |  |  |  |  |  |  |
|  | 14. Ferdinand II de Portugal                    |  |  |  |  |  |  |  |  |  |  |  |  |
|  |                                                 |  |  |  |  |  |  |  |  |  |  |  |  |
|  |                                                 |  |  |  |  |  |  |  |  |  |  |  |  |
|  | 7. Marie-Anne de Portugal                       |  |  |  |  |  |  |  |  |  |  |  |  |
|  |                                                 |  |  |  |  |  |  |  |  |  |  |  |  |
|  |                                                 |  |  |  |  |  |  |  |  |  |  |  |  |
|  | 15. Marie II de Portugal                        |  |  |  |  |  |  |  |  |  |  |  |  |
|  |                                                 |  |  |  |  |  |  |  |  |  |  |  |  |
|  |                                                 |  |  |  |  |  |  |  |  |  |  |  |  |